# Paolo Emilio Zacchia
Pour les articles homonymes, voir Zacchia.
Paolo Emilio Zacchia (né en 1554 au château de Vezzano, en Ligure, alors dans la république de Gênes, et mort le 31 mai 1605 à Rome) est un cardinal italien du XVIe siècle et du début du XVIIe siècle.
Il est le frère du cardinal Laudivio Zacchia (1626) et l'oncle du cardinal Paolo Emilio Rondinini (1643), par sa mère. Giuseppe Antonio Zacchia Rondinini (1844) est un autre cardinal de sa famille.

## Biographie
Paolo Emilio Zacchia exerce des fonctions au sein de la Curie romaine, notamment comme référendaire au tribunal suprême de la Signature apostolique, commissaire de la chambre apostolique et nonce extraordinaire en Espagne.
Le pape Clément VIII le crée cardinal lors du consistoire du 3 mars 1599 et est élu évêque de Montefiascone et Corneto en 1601. À partir de 1604 il est préfet de la Congrégation du Concile.
Zacchia participe aux deux conclaves de 1605 (élection de Léon XI et de Paul V).

### Source
- Fiche du cardinal sur le site fiu.edu